# Technische Nothilfe

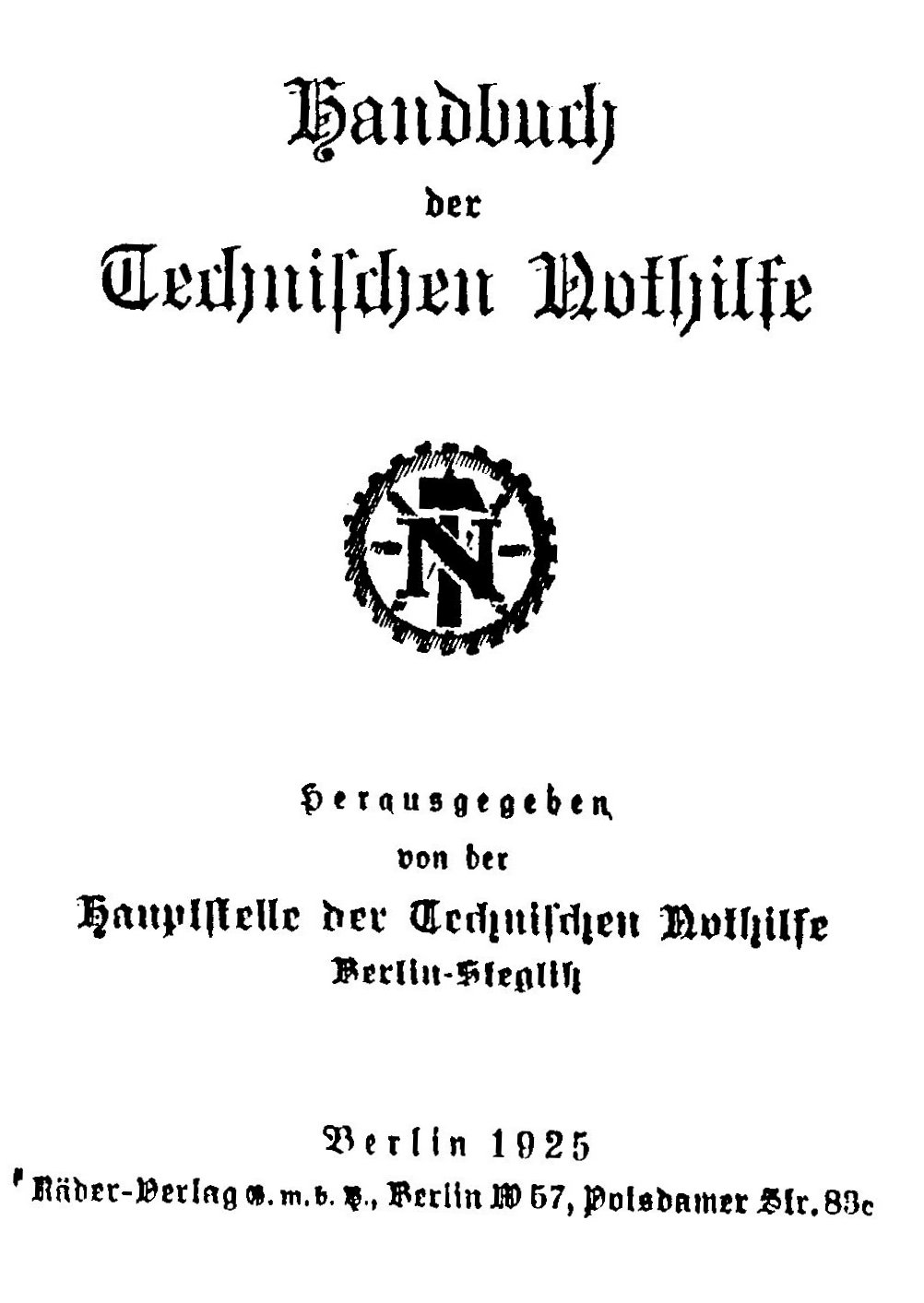
Handbuch der Technischen Nothilfe von 1925

Die Technische Nothilfe, kurz TN oder (inoffiziell) TeNo, war eine bis zum Jahr 1939 formell unabhängige, de facto aber vom Deutschen Reich unterhaltene Freiwilligenorganisation. In den ersten fünf Jahren ihres Bestehens vornehmlich zur Bekämpfung von Streiks in als lebenswichtig eingestuften Betrieben eingesetzt, verlagerte sich der Aufgabenschwerpunkt später auf den technischen Katastrophenschutz, den zivilen Luftschutz und den Freiwilligen Arbeitsdienst. Die TN war die Vorgängerorganisation des Technischen Hilfswerks (THW) der Bundesrepublik Deutschland.

## Weimarer Republik
Hervorgegangen ist die Technische Nothilfe aus der im Januar 1919 vom damaligen Pionierleutnant Otto Lummitzsch gegründeten militärischen „Technischen Abteilung“ (TA), eines technischen Freikorps im Verband der Garde-Kavallerie-Schützen-Division in Berlin. Zur Verstärkung wurden im Frühjahr/Sommer 1919 sowohl in der Reichshauptstadt als auch anderen deutschen Städten technische Zeitfreiwilligenverbände aufgestellt, für die sich die Bezeichnung „Technische Nothilfen“ durchzusetzen begann. Dieser Begriff wurde auch für die am 30. September 1919 durch Reichswehrminister Gustav Noske ins Leben gerufene reichsweite Organisation übernommen. Aus politischen Gründen – unter anderem, um zu vermeiden, dass die Helfer als Soldaten gezählt werden würden und damit die durch den Versailler Vertrag begrenzte Kampfstärke der Reichswehr entsprechend sinken würde – wurde die TN zur Jahreswende 1919/20 in die Zuständigkeit des Reichsinnenministeriums überführt.
In der TN, die wenige Monate nach ihrer Gründung bereits 50.000 Mitglieder zählte, waren insbesondere ehemalige Soldaten sowie arbeitslose Ingenieure aktiv.
Hauptzweck der TN war zunächst die Verrichtung von Notstandsarbeiten in bestreikten, als lebenswichtig eingestuften Betrieben (Gaswerke, Wasserwerke, Elektrizitätswerke, Reichsbahn, Reichspost, Landwirtschaft, Nahrungsmittelerzeugung etc.), sofern diese nicht von deren eigenen Belegschaften selbst durchgeführt wurden. Die Einsätze der TN führten nicht selten zu heftigsten politischen Kontroversen zwischen ihren Befürwortern in Politik, Verwaltung, Unternehmerverbänden und weiten Teilen des Bürgertums und ihren Gegnern in den Freien Gewerkschaften, der SPD und besonders in der KPD. Letztere bekämpfte die TN während der gesamten Zeit der Weimarer Republik als Streikbrecher-Organisation. Nachdem die Zahl und Ausdehnung von Streiks ab 1925 einen Einsatz der TN immer seltener notwendig machte, verlagerte die Organisation ihre Aktivitäten auf die Gebiete Katastrophenschutz und Luftschutz, ab 1932 sogar auf den Freiwilligen Arbeitsdienst. So schrumpfte die Mitgliederzahl der TN zwischen 1924 und 1930 von fast einer halben Million auf knapp 186.000.
Die Organisation gab die Monatsschrift „Die Räder“ heraus.

## Nationalsozialismus

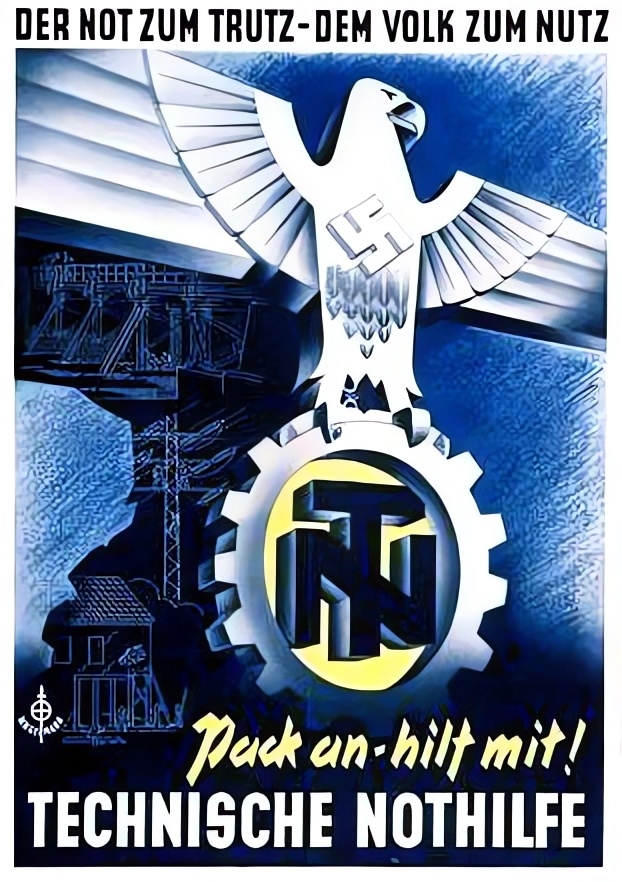
Helferwerbungsplakat der Technischen Nothilfe 1933

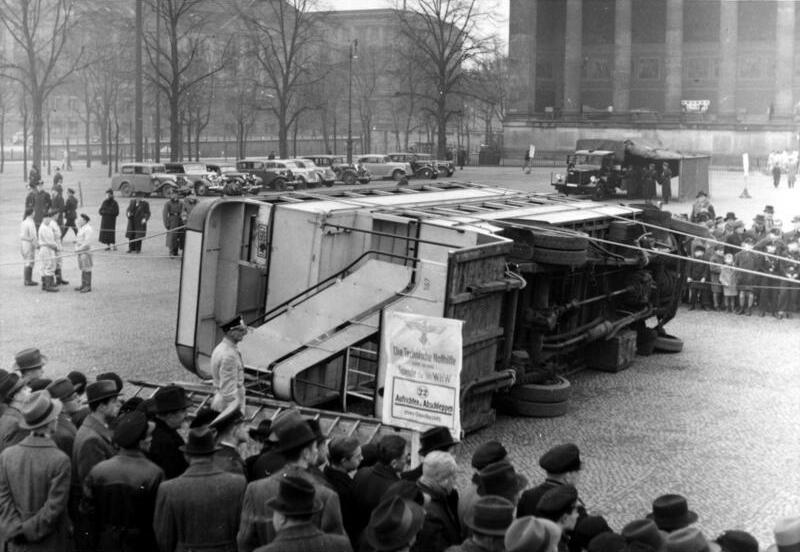
Schauübung der Technischen Nothilfe 1939

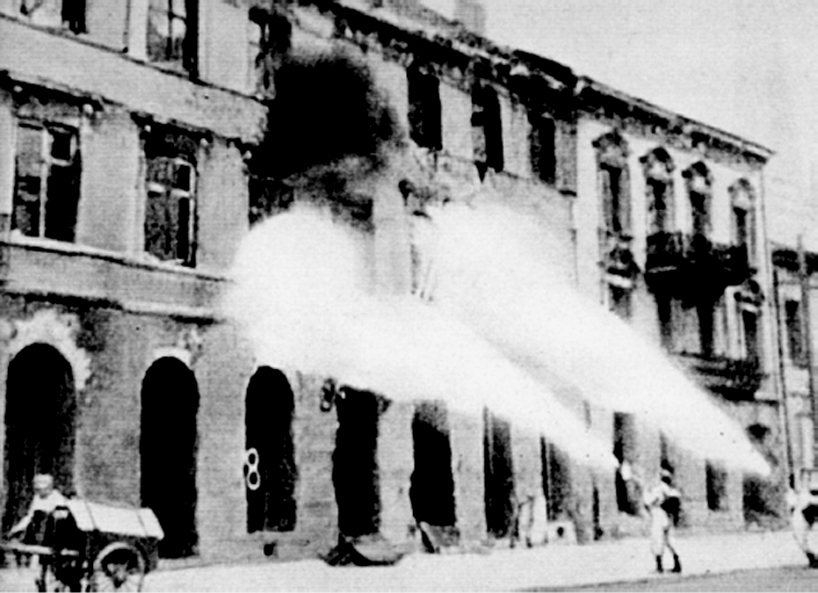
1944: Einheiten der Technischen Nothilfe sind an der Zerstörung Warschaus beteiligt

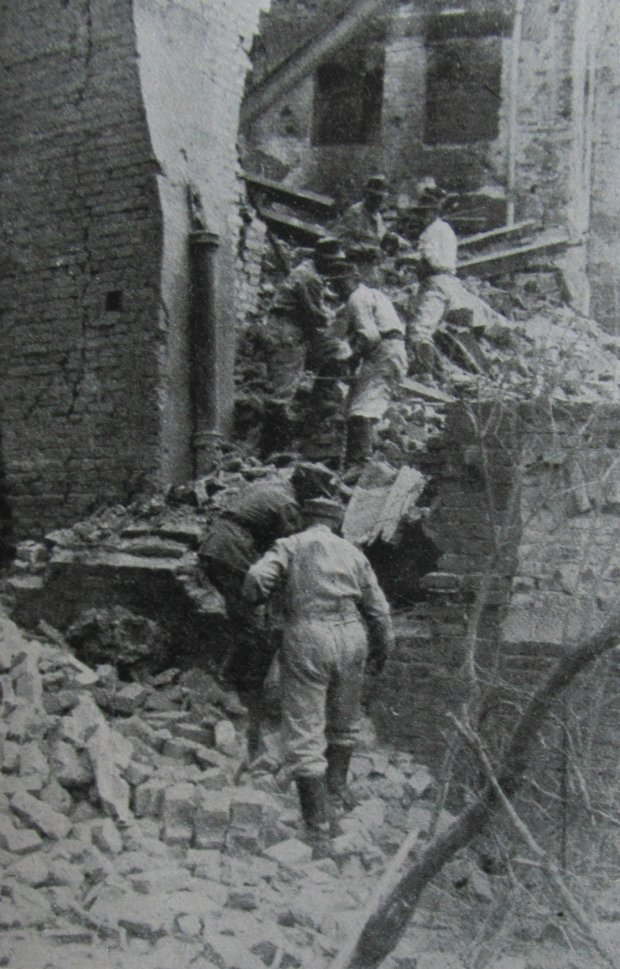
10. September 1944: Sprengkommando der TN bei der Zerstörung des Warschauer Königsschlosses

Während der Zeit des Nationalsozialismus konzentrierte sich die TN auf den Technischen Dienst (zur Beseitigung von Notständen in lebenswichtigen Betrieben) und den Luftschutzdienst und stand auch für den Katastrophenschutz zur Verfügung. Im Rahmen des Luftschutzes und des Sicherheits- und Hilfsdienstes stellte die TN die Einheiten des LS-Instandsetzungsdienstes. Das Reichsamt der TN wurde ab 1936 in die Zuständigkeit des Hauptamts Ordnungspolizei der Dienststelle Reichsführer SS und Chef der Deutschen Polizei im Reichsministerium des Inneren überführt.
Organisatorisch stand an der Spitze das Reichsamt TN in Berlin-Steglitz, darunter folgten Landes-, Bezirks- und Ortsgruppen. Gründer Otto Lummitzsch musste im April 1934 seinen Posten als Leiter der Organisation räumen, weil er mit einer „Halbjüdin“ (vgl. Nürnberger Gesetze) verheiratet war. Einsatzleiter – schon während der Weimarer Republik – und später auch Stellvertretender Chef des Reichsamtes Technische Nothilfe wurde Erich Hampe.
Die Nachfolger von Lummitzsch als Reichsführer bzw. ab 1937 als Chef der TN waren jeweils SS-Dienstgrade im Generalsrang: April 1934 bis September 1943 Hans Weinreich, 15. Oktober 1943 bis Mai 1945 Willy Schmelcher. Im Zweiten Weltkrieg waren TN-Kommandos im Gefolge der Wehrmacht in vielen durch das Deutsche Reich besetzten Gebieten tätig. In einigen Ländern (zum Beispiel den Niederlanden, Norwegen) wurden sogar Filialorganisationen gebildet. Als der Aufstand im Warschauer Ghetto im April/Mai 1943 von der SS niedergeschlagen wurde, kam es auch zum Einsatz einer kleinen Einheit der Technischen Nothilfe.
Ein Teil der wehrpflichtigen Helfer wurde ab 1941 zur Technischen Truppe der Wehrmacht unter Führung von Oberstleutnant (am Kriegsende Generalmajor der Technischen Truppen) Erich Hampe eingezogen. Einsatztrupps der TN kamen als technische Hilfspolizei auch zum Kampfeinsatz gegen Widerständler, so bei der Sprengung von Kellern der Edelweiß-Piraten in Köln 1944/45.
Am 10. Oktober 1945 wurde die TN von den Alliierten durch das Kontrollratsgesetz Nr. 2 (Auflösung und Liquidierung der Naziorganisationen) aufgelöst. Das Vermögen wurde beschlagnahmt.

### Dienstgrade in der TN
| 1933 | 1943 |
| --- | --- |
| - TN-Anwärter - TN-Mann - TN-Vormann - TN-Obervormann - Scharführer - Oberscharführer - Hauptscharführer - Stabsscharführer - Kameradschaftsführer - Gemeinschaftsführer - Gefolgschaftsführer - Bereitschaftsführer - Hauptbereitschaftsführer - Bezirksführer - Landesführer - Stellv. Chef der TN - Chef der TN | - Anwärter (Schütze) - Unterwachtmeister (Gefreiter) - Rottwachtmeister (Obergefreiter) - Wachtmeister (Unteroffizier) - Oberwachtmeister (Unterfeldwebel) - Zugwachtmeister (Feldwebel) - Bereitschaftsleiter (Oberfeldwebel) - Hauptwachtmeister (Oberfeldwebel) - Meister (Stabsfeldwebel) - Zugführer (Leutnant) - Oberzugführer (Oberleutnant) - Bereitschaftsführer (Hauptmann) - Abteilungsführer (Major) - Oberabteilungsführer (Oberstleutnant) - Landesführer (Oberst) - Chef der TN (Generalleutnant) |

## Nachfolgeorganisation
Nach der Gründung der Bundesrepublik Deutschland war es Otto Lummitzsch, der im Jahre 1950 die Bundesanstalt Technisches Hilfswerk (THW) gründete. Das THW ist heute eine Bundesoberbehörde im Bundesministerium des Innern. Die Bezeichnung Bundesanstalt ist hierbei verwirrend gewählt, da es sich nicht um eine Anstalt des öffentlichen Rechts im eigentlichen Sinne handelt.